# Аль-Хасан бін Ваххас
Абу Мухаммед аль-Хасан бін Ваххас (араб. الحسن بن وهاس; помер 1285) – імам Зейдитської держави у Ємені. Був нащадком Гамзи аль-Мухтасіба аль-Муджахіда.